# 仙台市立仙台大志高等学校
仙台市立仙台大志高等学校（せんだいしりつ せんだいたいしこうとうがっこう）は、宮城県仙台市宮城野区にある市立高等学校。なお、本項目では2009年に募集停止した仙台市立仙台図南萩陵高等学校（せんだいしりつ せんだいとなんしゅうりょうこうとうがっこう）についても記載する。

## 概要
仙台駅近くにある高等学校。仙台市立宮城野中学校とは校地を共有しているが、宮城野中学校から仙台大志高校への連絡進学制度は無く、中高一貫校ではない。
仙台大志高校は1983年にそれまで男子校だった仙台図南高等学校、仙台市立女子高等学校（いずれも定時制高校）を統合し、共学の定時制高校として開校した仙台図南萩陵高校を継承するが、扱い上、全くの新設校である。ちなみに、図南萩陵の校名は旧校名である「図南」、市立女子高の校章に使われて、シンボルであった「萩」と、学校があることを表す「陵」を合わせて「図南萩陵」と命名した。
中学校は都市計画道路に面した南校舎を利用し、高校は東校舎を利用している。
- 高校設置学科 昼夜二部制・単位制
  - 普通科

## 沿革
- 旧制仙台夜間中学、旧制夜間仙台明善中学・仙台市立夜間中学・仙台市立図南中学、旧制仙台市立図南中学校を経て、仙台図南高等学校（定時制）となる。
- 1983年3月1日 仙台図南高等学校と仙台市立女子高等学校を統合。仙台図南萩陵高等学校創立。
- 2006年4月1日 高校商業科の生徒募集が停止される。（2009年閉講）
- 2009年4月1日 仙台市立仙台大志高等学校創立。それまでの仙台図南萩陵高等学校は仙台市立仙台図南萩陵高等学校に校名が変更され、生徒募集が停止される。